# Obsidian Entertainment
Obsidian Entertainment é uma desenvolvedora de jogos eletrônicos americana fundada em 2003 após a desativação da Black Isle Studios, desenvolvedora da Interplay Entertainment. A gestão é realizada pelo seus diretores fundadores: Feargus Urquhart, Chris Parker, Darren Monahan, Chris Avellone e Chris Jones. O estúdio é especializado em RPGs, tendo lançado vários clássicos do gênero.
Em 10 de novembro de 2018, na X018, foi anunciado que o estúdio havia sido adquirido pela Microsoft.

## Jogos desenvolvidos
| Ano  | Nome                                                       | Platforma(s)                                                                          |
| ---- | ---------------------------------------------------------- | ------------------------------------------------------------------------------------- |
| 2004 | Star Wars: Knights of the Old Republic II – The Sith Lords | Microsoft Windows, Xbox, Linux e macOS                                                |
| 2006 | Neverwinter Nights 2                                       | Microsoft Windows e macOS                                                             |
| 2007 | Neverwinter Nights 2: Mask of the Betrayer                 | Microsoft Windows                                                                     |
| 2008 | Neverwinter Nights 2: Storm of Zehir                       | Microsoft Windows                                                                     |
| 2010 | Alpha Protocol                                             | PlayStation 3, Xbox 360 e Microsoft Windows                                           |
| 2010 | Fallout: New Vegas                                         | PlayStation 3, Xbox 360 e Microsoft Windows                                           |
| 2011 | Dungeon Siege III                                          | PlayStation 3, Xbox 360 e Microsoft Windows                                           |
| 2014 | South Park: The Stick of Truth                             | PlayStation 3, Xbox 360, Microsoft Windows, PlayStation 4, Xbox One e Nintendo Switch |
| 2014 | Pillars of Eternity                                        | Linux, macOS, Microsoft Windows, PlayStation 4, Xbox One e Nintendo Switch            |
| 2015 | Armored Warfare                                            | Microsoft Windows, PlayStation 4 e Xbox One                                           |
| 2015 | Skyforge                                                   | Microsoft Windows, PlayStation 4, Xbox One e Nintendo Switch                          |
| 2016 | Pathfinder Adventures                                      | Android, iOS, Microsoft Windows e macOS                                               |
| 2016 | Tyranny                                                    | Linux, macOS e Microsoft Windows                                                      |
| 2018 | Pillars of Eternity II: Deadfire                           | Linux, macOS, Microsoft Windows, PlayStation 4, Xbox One e Nintendo Switch            |
| 2019 | The Outer Worlds                                           | PlayStation 4, Xbox One, Nintendo Switch e Microsoft Windows                          |
| 2020 | Grounded (Prévia do jogo)                                  | Xbox Series X/S, Xbox One e Microsoft Windows                                         |
| 2022 | Grounded (Lançamento oficial)                              | Xbox Series X/S, Xbox One e Microsoft Windows                                         |
| 2022 | Pentiment                                                  | Xbox One, Xbox Series X/S e Microsoft Windows                                         |
| 2025 | Avowed                                                     | Xbox Series X/S e Microsoft Windows                                                   |
| TBA  | The Outer Worlds 2                                         | Xbox Series X/S e Microsoft Windows                                                   |